# Salo økonomiske region
Salo økonomiske region består af to kommuner: Salo stad og Somero kommune i Egentliga Finland.